# Umweltbericht (Bauleitplanung)
Der Umweltbericht nach § 2 Abs. 4 BauGB beschreibt und bewertet im Regelverfahren zur Aufstellung von Bauleitplänen das Ergebnis der Umweltprüfung bezüglich der Umweltbelange. Die Ermittlung der voraussichtlichen erheblichen Umweltauswirkungen erfolgt in der Umweltprüfung. 
Abweichend vom Regelverfahren wird beim vereinfachten und beim beschleunigten Verfahren (zwingend) von der Umweltprüfung und damit auch vom Umweltbericht abgesehen. Dies betrifft insbesondere den Bebauungsplan (Deutschland) der Innenentwicklung.  
Der Umweltbericht gibt eine hinreichende Darstellung der voraussichtlichen Umweltauswirkungen eines Flächennutzungs- oder Bebauungsplans und soll dabei vernünftige Planungsalternativen anbieten. Im Umweltbericht sind auch Informationen über für das Plangebiet relevante, förmlich festgelegte Ziele des Umweltschutzes darzustellen.
Bei der Beschreibung der Umweltauswirkungen können neben den durch die Planung ergebenden Belastungen, auch die positiven Folgen im Umweltbericht dargestellt werden. Insgesamt ist es ein Instrument, um die erheblichen Umweltauswirkungen und den Umgang mit den Umweltbelangen im Kontext der Bauleitplanung transparent darzustellen.

## Teil der Begründung
Nach § 2a BauGB ist der Umweltbericht in der Bauleitplanung Teil der Begründung eines Flächennutzungs- oder Bebauungsplans und damit Gegenstand der Öffentlichkeits- und der Behördenbeteiligung; er ist dem jeweiligen Verfahrensstand anzupassen. 
Der Umweltbericht ist das zentrale Dokument, dem die Öffentlichkeit und die Behörden sowie die sonstigen Träger öffentlicher Belange entnehmen können, wie die Gemeinde die Umweltprüfung durchgeführt hat. Insbesondere der zu einem Bebauungsplan erarbeitete Umweltbericht besitzt aufgrund der konkreten Festsetzungen zu einzelnen Grundstücken erhebliche Relevanz für Dritte. Daher muss er Dritten die Beurteilung ermöglichen, ob und in welchem Umfang sie von den Umweltauswirkungen der getroffenen Festsetzungen eines Bebauungsplans betroffen sein können. 
Die Gliederung der Begründung berücksichtigt, dass der Umweltbericht einerseits ein integraler Bestandteil ist, andererseits ein gesonderter Teil der Begründung ist. Die innere Gliederung des Umweltberichts orientiert sich an der Anlage 1 zum Baugesetzbuch.

## Abwägung
Das Ergebnis der Umweltprüfung ist in der Abwägung bei der Beschlussfassung über den Bauleitplan zu berücksichtigen. Der Umweltbericht bereitet demnach die Abwägung vor, die Entscheidung über die zu berücksichtigenden Belange erfolgt außerhalb des Umweltberichts. Die im Umweltbericht zusammengefassten Belange stehen in der Abwägung neben allen anderen in der Begründung dargestellten Belangen. Eine Bevorzugung findet nicht statt.

## Anlage 1 BauGB
Der Umweltbericht nach § 2 Abs. 4 und § 2a Satz 2 Nr. 2 BauGB besteht aus 
1. einer Einleitung mit folgenden Angaben:  
a) Kurzdarstellung des Inhalts und der wichtigsten Ziele des Bauleitplans, einschließlich der Beschreibung der Festsetzungen des Plans mit Angaben über Standorte, Art und Umfang sowie Bedarf an Grund und Boden der geplanten Vorhaben, und  
b) Darstellung der in einschlägigen Fachgesetzen und Fachplänen festgelegten Ziele des Umweltschutzes, die für den Bauleitplan von Bedeutung sind, und der Art, wie diese Ziele und die Umweltbelange bei der Aufstellung berücksichtigt wurden,  
2. einer Beschreibung und Bewertung der Umweltauswirkungen, die in der Umweltprüfung nach § 2 Abs. 4 Satz 1 ermittelt wurden, mit Angaben der  
a) Bestandsaufnahme der einschlägigen Aspekte des derzeitigen Umweltzustands, einschließlich der Umweltmerkmale der Gebiete, die voraussichtlich erheblich beeinflusst werden,  
b) Prognose über die Entwicklung des Umweltzustands bei Durchführung der Planung und bei Nichtdurchführung der Planung,  
c) geplanten Maßnahmen zur Vermeidung, Verringerung und zum Ausgleich der nachteiligen Auswirkungen und  
d) in Betracht kommenden anderweitigen Planungsmöglichkeiten, wobei die Ziele und der räumliche Geltungsbereich des Bauleitplans zu berücksichtigen sind,  
3. folgenden zusätzlichen Angaben:
a) Beschreibung der wichtigsten Merkmale der verwendeten technischen Verfahren bei der Umweltprüfung sowie Hinweise auf Schwierigkeiten, die bei der Zusammenstellung der Angaben aufgetreten sind, zum Beispiel technische Lücken oder fehlende Kenntnisse,  
b) Beschreibung der geplanten Maßnahmen zur Überwachung der erheblichen Auswirkungen der Durchführung des Bauleitplans auf die Umwelt und  
c) allgemein verständliche Zusammenfassung der erforderlichen Angaben nach dieser Anlage